# Автошлях B21 (Німеччина)
Федеральний автошлях 21 (B21, нім. Bundesstraße 21)  —  німецька федеральна дорога протяжністю 22 км в окрузі землі Берхтесгаден у  Баварії.